# Braque d'auvergne
Braque d'auvergne är en hundras från Frankrike. Den är en stående fågelhund anpassad till terrängen i Centralmassivet och Auvergne. Den används till jakt på fälthöns och änder. Rasen är av det långsammare men uthålliga slaget. Liksom övriga kontinentala fågelhundar skall den också kunna apportera.
Rastypen är känd i regionen sedan 1700-talet och är av gammaldags typ. En historia förtäljer att i härstamningen ingår hundar från Malta i samband med Napoleons ockupation 1798. Braque d'auvergne påminner mycket om en korthårig vorsteh med främsta undantag av att färgen är svartfläckig i en omfattning som ger ett blått intryck.